# Raoul Busquet
Pour les articles homonymes, voir Busquet.
Raoul Busquet, né à Bastia le 6 mai 1881, et mort à Marseille le 4 février 1955, est un historien français.
Il s'est spécialisé dans l'Histoire de Marseille et de la Provence. 

## Biographie
Raoul Busquet est né à Bastia. Son père, professeur puis proviseur de lycée, était originaire de Maillane entretenait des rapports amicaux avec Frédéric Mistral. Après de brillantes études secondaires, Raoul Busquet est admis à l’École des chartes à Paris d’où il sort troisième en 1905 avec une thèse sur le collège Fortet. Il est nommé archiviste d’abord de Grenoble, puis à Alger en 1906 et enfin à Marseille en 1908. Il y reste jusqu’en 1941. Auteur de deux romans, La Misère enchantée et Les Expériences du docteur Myrtil, il est également connaisseur de l’Antiquité et latiniste ; il commence sa carrière en participant à la rédaction de la monumentale encyclopédie départementale des Bouches-du-Rhône publiée sous la direction de l'historien Paul Masson : son histoire des institutions en Provence de 1113 à 1789 parue dans les tomes II et III constitue une œuvre importante. 
En collaboration avec le doyen Victor-Louis Bourrilly, il écrit 1944 une première histoire de Provence parue aux Presses universitaires de France. Après la mort des deux auteurs, cet ouvrage sera complété par Maurice Agulhon et réédité en 1976. En 1987 cet ouvrage sera complètement réécrit par Maurice Agulhon avec Noël Coulet et paraîtra dans la même collection sous le même numéro. Raoul Busquet fait ensuite paraître ses deux œuvres majeures : Histoire de Marseille publié en 1945 et Histoire de Provence qui paraîtra en 1954 peu de temps avant sa mort. Ces deux livres plusieurs fois réédités, ont eu un immense succès.

## Distinctions et hommages
Raoul Busquet entre à l'Académie de Marseille en 1925 où il succède à Édouard Stéfan. Il est nommé chevalier de la Légion d’honneur en 1932 et promu officier par décret du 31 juillet 1950.
Une avenue de Marseille porte son nom.

## Publications
- « La chambre rigoureuse » dans Henri de Gérin-Ricard, Paul Masson, Gaston Rambert : Études d'Histoire de Provence, Société de statistique, d'histoire et d'archéologie de Marseille et de Provence (1827-1927), Marseille, 1927, 181 p.
- « Histoire des institutions de Provence » dans Paul Masson (dir.) Encyclopédie départementale des Bouches-du-Rhône, p. 517-688 du tome II et p. 275-617 du tome III, Archives départementales des Bouches-du-Rhône, Marseille, 1913-1937.
- Légendes, traditions et récits de la Provence d’autrefois, orné de 48 Bois originaux gravés par Louis de Lombardon et rehaussés de couleurs, Éditions Ars, Marseille, 1932, 226 p.
- Histoire de la Provence, P.U.F. coll. « Que sais-je ? », Paris, 1944 (réimp. 1957)
- Histoire de Marseille, Robert Laffont, Paris, 1945, 2 volumes avec une pagination continue, 476 p. Cet ouvrage a été réimprimé en un seul volume en 1978 avec une mise à jour de Pierre Guiral aux éditions Robert Laffont et en 2002 avec un complément de Constant Vautravers aux éditions Jeanne Laffitte.
- «  L’Antiquité » dans Gaston Rambert (dir.) Histoire du commerce de Marseille, tome I, p. 1 à 105, édition Plon, Paris, 1949.
- Histoire de Provence  (préf. Émile Isnard), Monaco, Imprimerie nationale de Monaco, 1954 (réimpr. 2006), 351 p..

La revue trimestrielle Provence historique a publié en 1955 dans son tome 5 fascicule 20 sous la signature de l'historien André Villard une bibliographie complète des œuvres, articles dans diverses revues, comptes rendus d'ouvrages réalisés per Raoul Busquet qui comporte 223 titres.